# Championnats d'Europe de patinage artistique 1935
Navigation
Édition précédente Édition suivante
Les championnats d'Europe de patinage artistique 1935 ont lieu du 23 au 26 janvier 1935 à la patinoire olympique de Saint-Moritz en Suisse.

## Qualifications
Les patineurs sont éligibles à l'épreuve s'ils représentent une nation européenne membre de l'Union internationale de patinage (International Skating Union en anglais). Les fédérations nationales sélectionnent leurs patineurs en fonction de leurs propres critères.

## Podiums
| Épreuves                      | Or                        | Argent                 | Bronze                       |
| ----------------------------- | ------------------------- | ---------------------- | ---------------------------- |
| Messieurs résultats détaillés | Karl Schäfer              | Felix Kaspar           | Ernst Baier                  |
| Dames résultats détaillés     | Sonja Henie               | Liselotte Landbeck     | Cecilia Colledge             |
| Couples résultats détaillés   | Maxi Herber / Ernst Baier | Idi Papez / Karl Zwack | Lucy Gallo / Rezső Dillinger |

## Tableau des médailles
| Rang  | Nation      | Or | Argent | Bronze | Total |
| ----- | ----------- | -- | ------ | ------ | ----- |
| 1     | Autriche    | 1  | 3      | 0      | 4     |
| 2     | Allemagne   | 1  | 0      | 1      | 2     |
| 3     | Norvège     | 1  | 0      | 0      | 1     |
| 4     | Royaume-Uni | 0  | 0      | 1      | 1     |
| 4     | Hongrie     | 0  | 0      | 1      | 1     |
| Total | Total       | 3  | 3      | 3      | 9     |

## Détails des compétitions

### Messieurs
| Rang | Nom              | Nation      | Places | Points | Fig. impo. | Prog. libre |
| ---- | ---------------- | ----------- | ------ | ------ | ---------- | ----------- |
| 1    | Karl Schäfer     | Autriche    | 8      |        |            |             |
| 2    | Felix Kaspar     | Autriche    | 18     |        |            |             |
| 3    | Ernst Baier      | Allemagne   | 22     |        |            |             |
| 4    | Jack Dunn        | Royaume-Uni | 26     |        |            |             |
| 5    | Marcus Nikkanen  | Finlande    | 41     |        |            |             |
| 6    | Erich Erdös      | Autriche    | 44     |        |            |             |
| 7    | Elemér Terták    | Hongrie     | 44     |        |            |             |
| 8    | Leopold Linhart  | Autriche    | 49     |        |            |             |
| 9    | Emil Ratzenhofer | Autriche    | 71     |        |            |             |
| 10   | Lucian Büeler    | Suisse      | 72     |        |            |             |
| 11   | Jean Henrion     | France      | 75     |        |            |             |
| 12   | Herbert Haertel  | Allemagne   | 76     |        |            |             |

### Dames
| Rang | Nom                    | Nation      | Places | Points | Fig. impo. | Prog. libre |
| ---- | ---------------------- | ----------- | ------ | ------ | ---------- | ----------- |
| 1    | Sonja Henie            | Norvège     | 7      |        |            |             |
| 2    | Liselotte Landbeck     | Autriche    | 17     |        |            |             |
| 3    | Cecilia Colledge       | Royaume-Uni | 21     |        |            |             |
| 4    | Maxi Herber            | Allemagne   | 35     |        |            |             |
| 5    | Gweneth Butler         | Royaume-Uni | 37     |        |            |             |
| 6    | Grete Lainer           | Autriche    | 39     |        |            |             |
| 7    | Hedy Stenuf            | Autriche    | 47     |        |            |             |
| 8    | Mollie Phillips        | Royaume-Uni | 74     |        |            |             |
| 9    | Yvonne de Ligne-Geurts | Belgique    | 76     |        |            |             |
| 10   | Nanna Egedius          | Norvège     | 76     |        |            |             |
| 11   | Hertha Dexler          | Autriche    | 77     |        |            |             |
| 12   | Victoria Lindpaintner  | Allemagne   | 82     |        |            |             |
| 13   | Emmy Putzinger         | Autriche    | 79     |        |            |             |
| 14   | Nadine Szilassy        | Hongrie     | 81     |        |            |             |
| 15   | Diana Fane-Gladwin     | Royaume-Uni | 98     |        |            |             |
| 16   | Gaby Clericetti        | Autriche    | 106    |        |            |             |

### Couples
| Rang | Nom                              | Nation          | Places | Points |
| ---- | -------------------------------- | --------------- | ------ | ------ |
| 1    | Maxi Herber / Ernst Baier        | Allemagne       | 11     |        |
| 2    | Idi Papez / Karl Zwack           | Autriche        | 15     |        |
| 3    | Lucy Gallo / Rezső Dillinger     | Hongrie         | 31.5   |        |
| 4    | Ilse Pausin / Erik Pausin        | Autriche        | 24     |        |
| 5    | Eva Tusak / Zoltan Balazs        | Hongrie         | 38     |        |
| 6    | Eleonore Bäumel / Fritz Wächtler | Autriche        | 42     |        |
| 7    | Violet Supple / Leslie Cliff     | Royaume-Uni     | 46     |        |
| 8    | Traute Jäger / Fritz Lesk        | Tchécoslovaquie | 53.5   |        |
| 9    | Gaby Clericetti / Jean Henrion   | Autriche        | 54     |        |